# Psychrometr

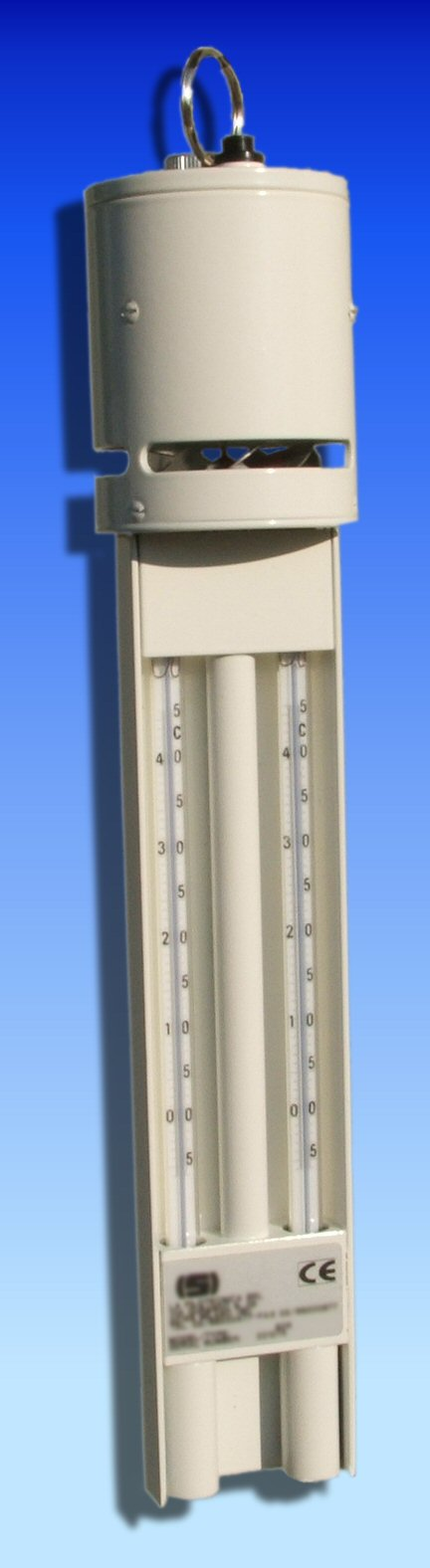
Aspirační psychrometr

Psychrometr je přístroj na měření relativní vlhkosti vzduchu, jedná se tedy o druh vlhkoměru.

## Augustův psychrometr

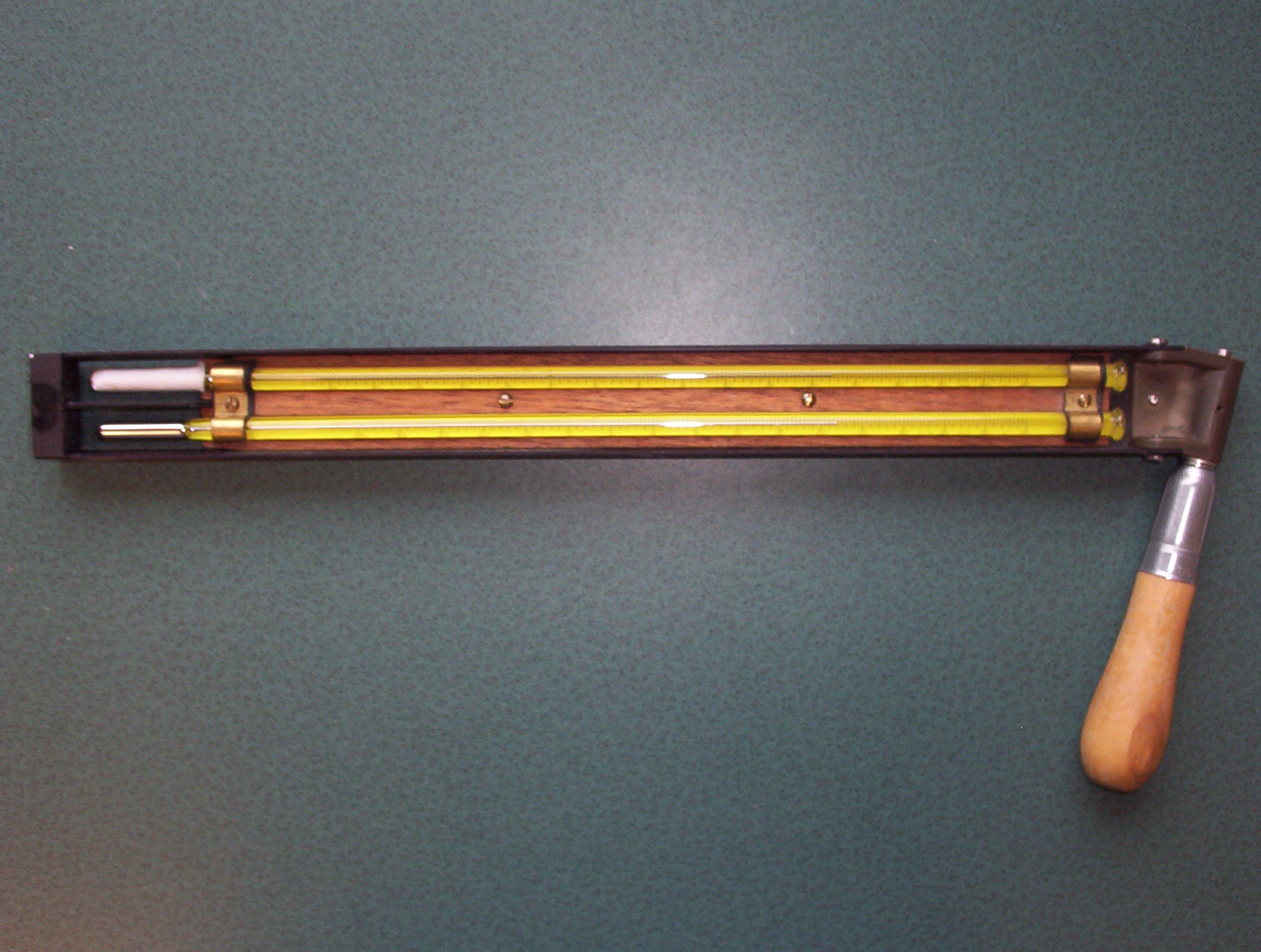
Psychrometr

Sestává ze dvou teploměrů. Jeden má čidlo suché a měří teplotu vzduchu (tzv. suchý teploměr), druhý má čidlo obalené navlhčovanou „punčoškou“ z destilované vody (tzv. vlhký teploměr). Odpařováním vody z obalu se odnímá vlhkému teploměru teplo, a proto je jeho údaj zpravidla nižší než údaj suchého teploměru. Rozdíl teplot se nazývá psychrometrická diference a je nepřímo úměrná relativní vlhkosti.

## Aspirační psychrometr
Stejný princip jako u Augustova psychrometru, pouze je aktivně (uměle) ventilován aspirátorem.

### Měření vlhkosti ovzduší v důlním provozu
Principem je podvojné paralelní měření teploty na dvou teploměrech s dělením po 0,2 °C v konstatním cloněném proudu vzdušin o rychlosti proudění 2m/sek, který zajišťuje pružinový ventilátor v hlavici psychrometru. Jeden teploměr měří teplotu prostředí (suchý teploměr) a druhý měří teplotu prostředí sníženou vlivem ztráty tepla potřebného k odpařování destilované vody (mokrý teploměr). Nádobka mokrého teploměru je obalena zvlhčenou punčoškou. Měření trvá do ustálení teplot nejméně 4 minuty.

### Galerie

Asmannův aspirační psychrometr
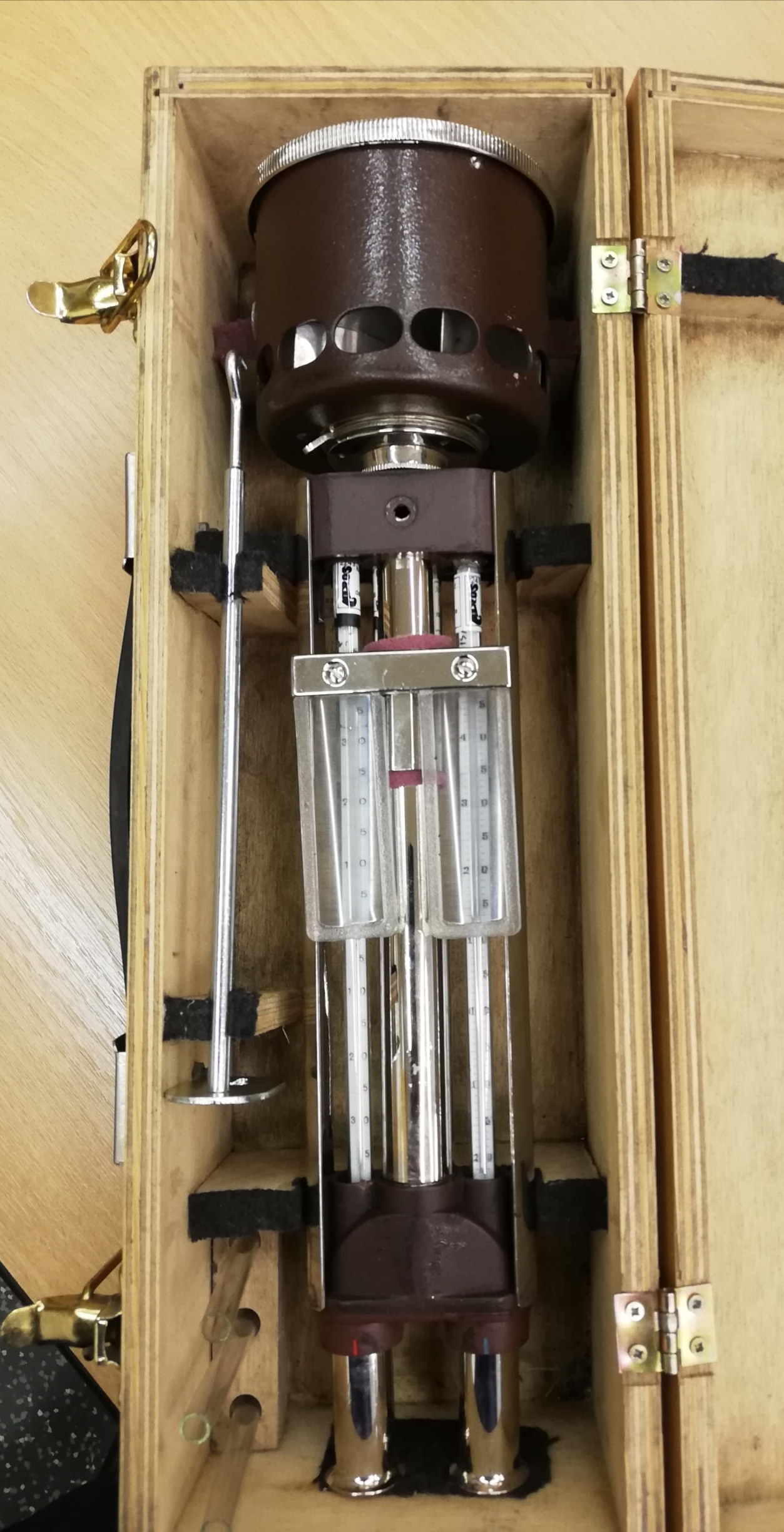
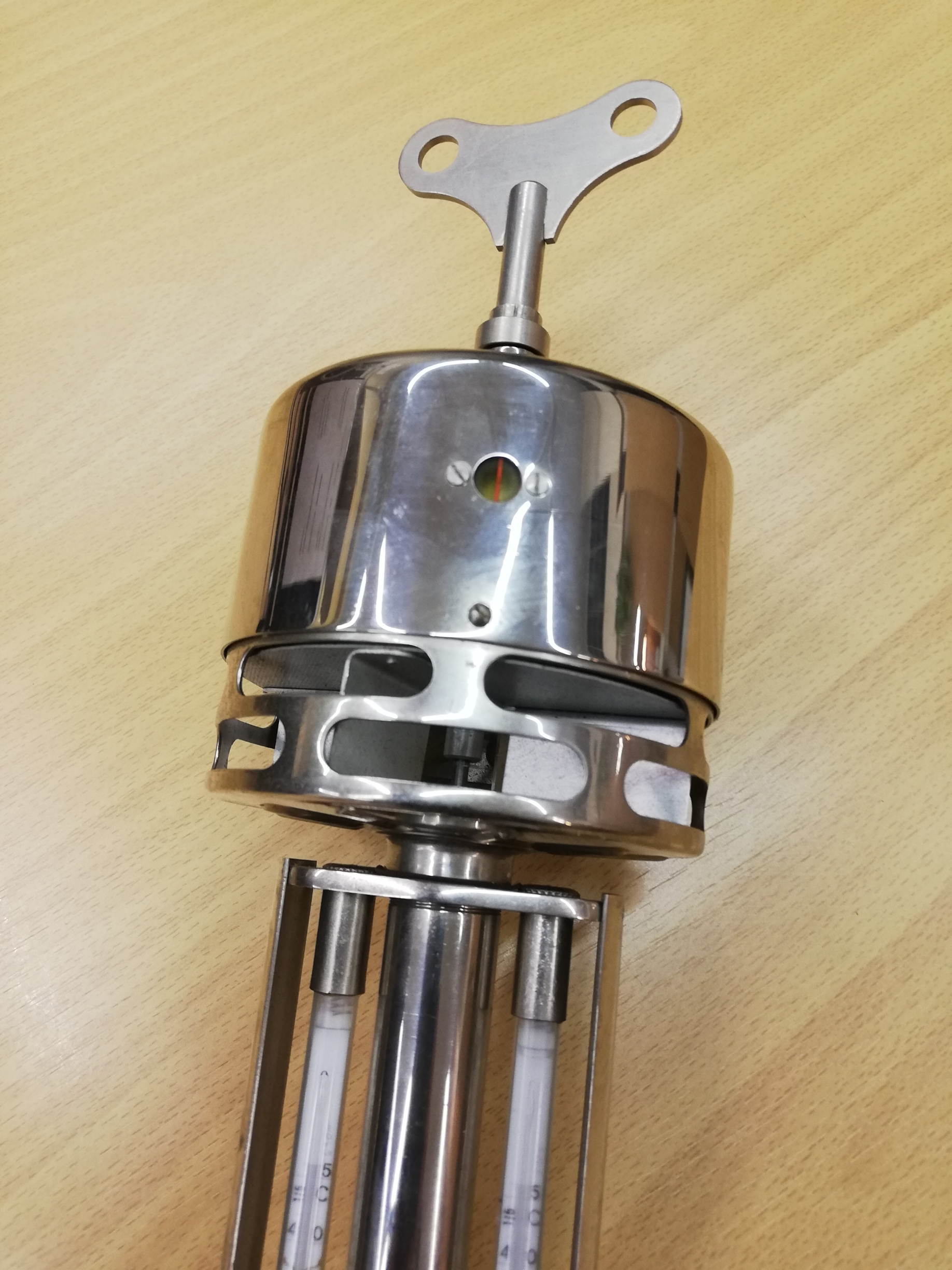
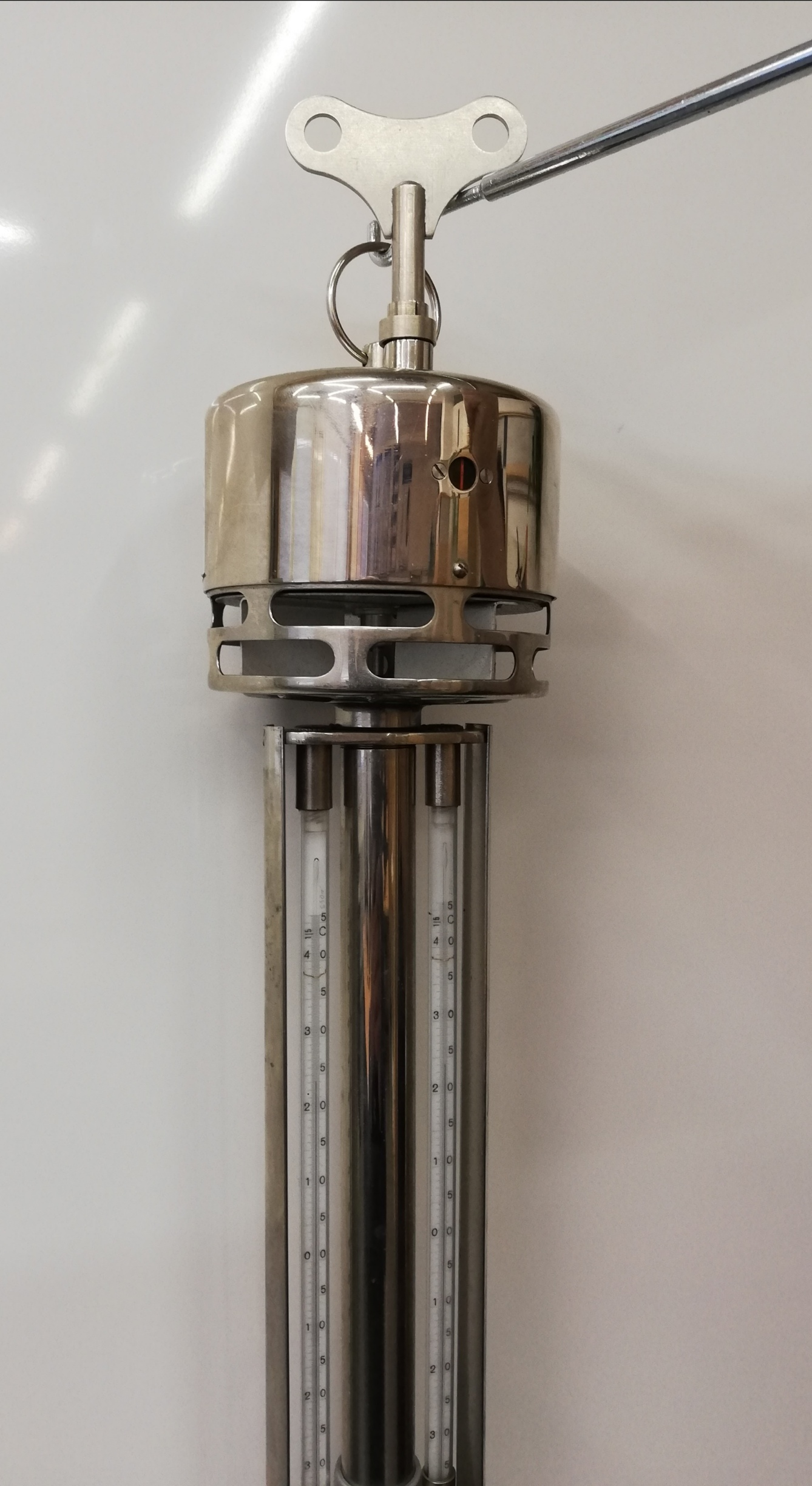
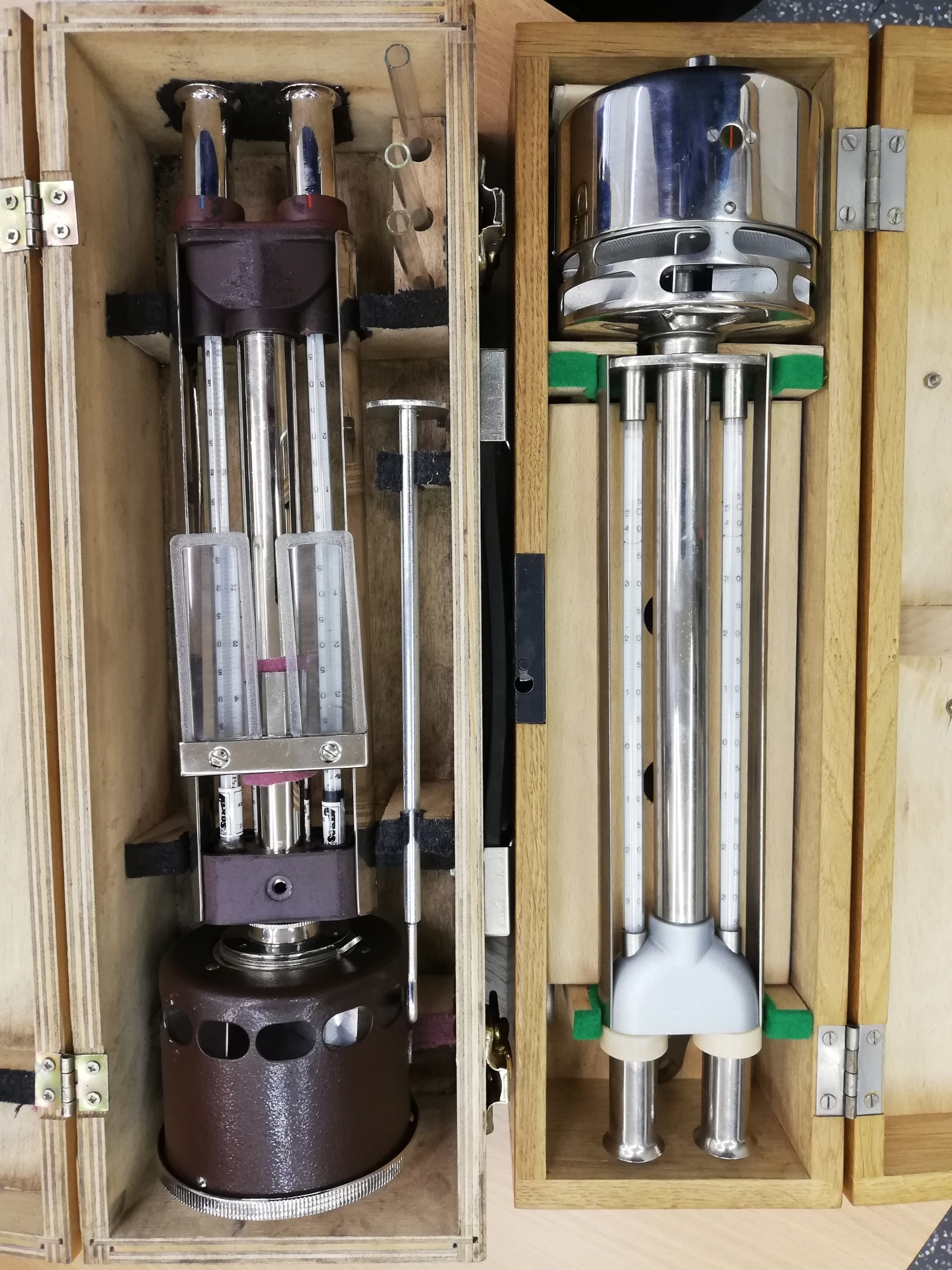
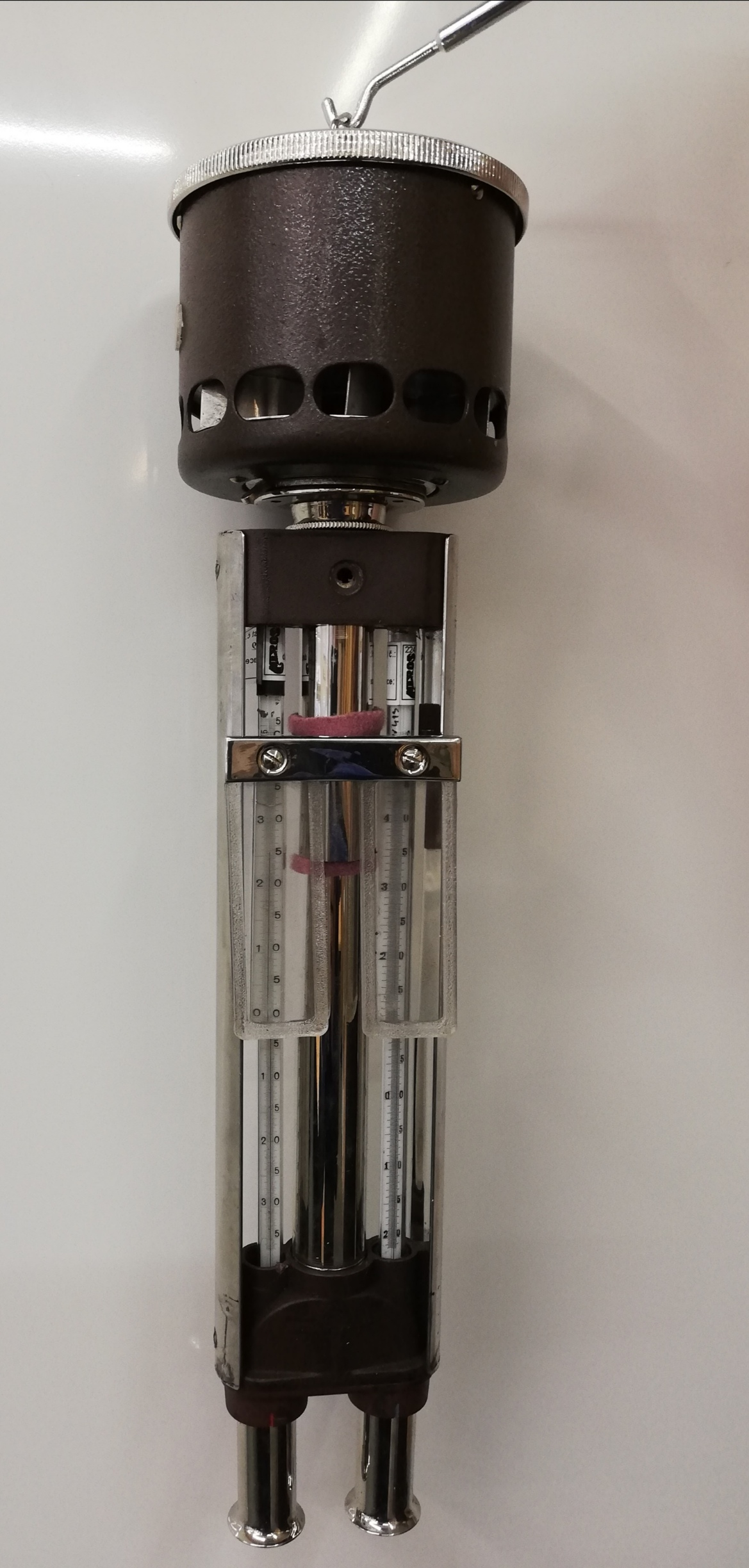
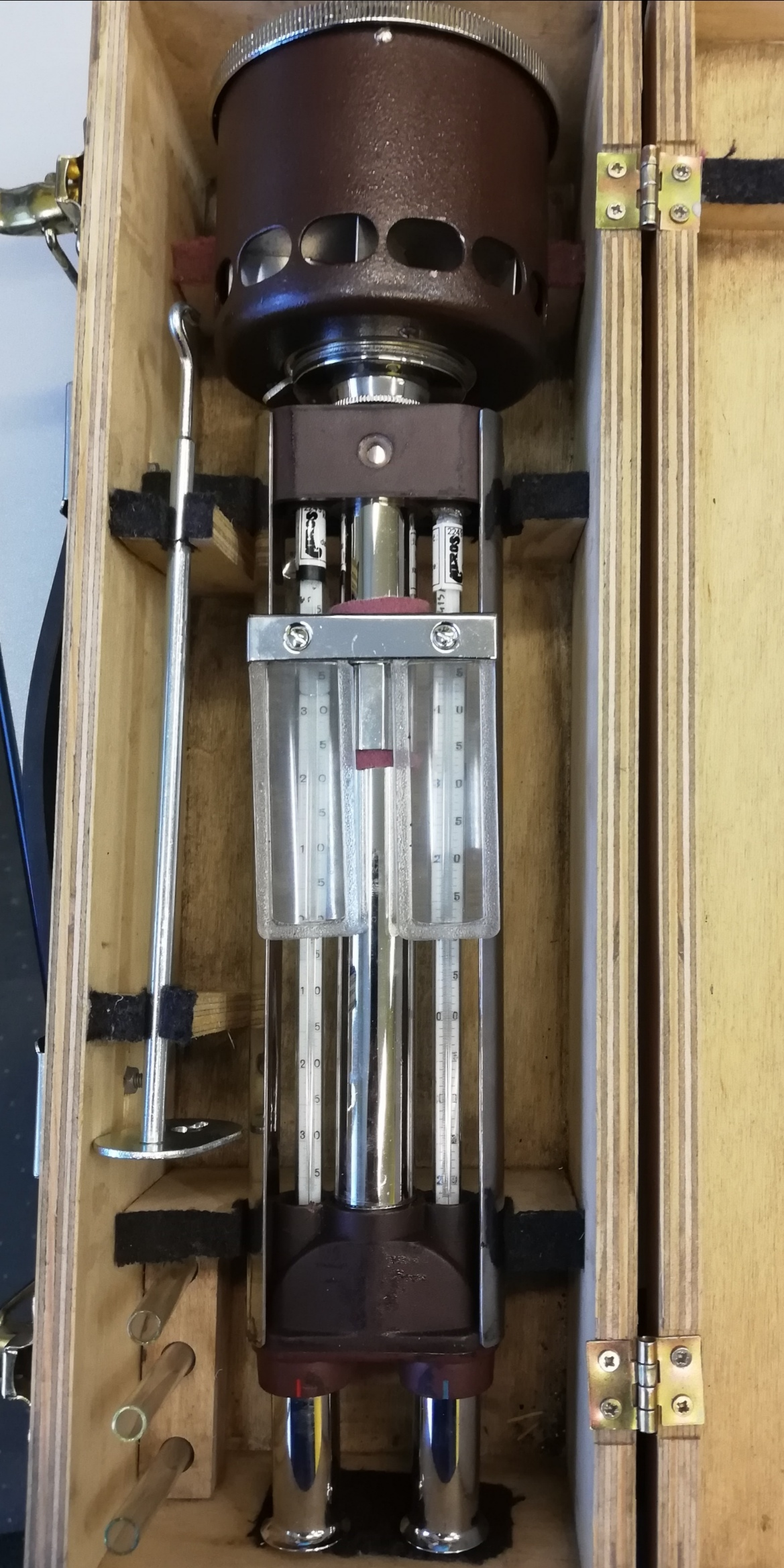
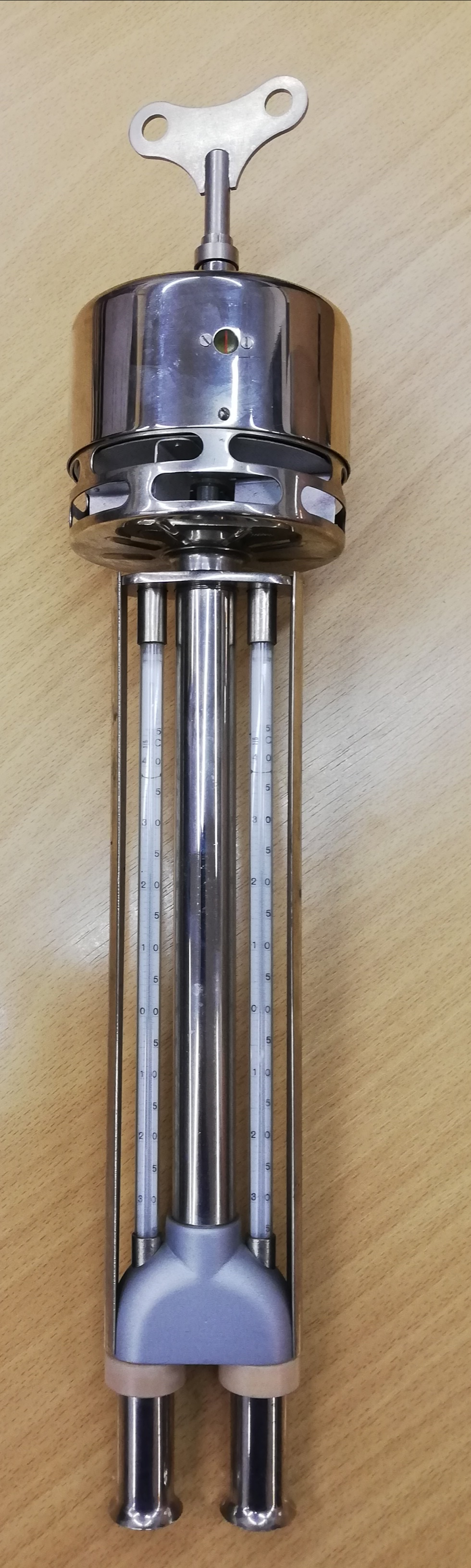
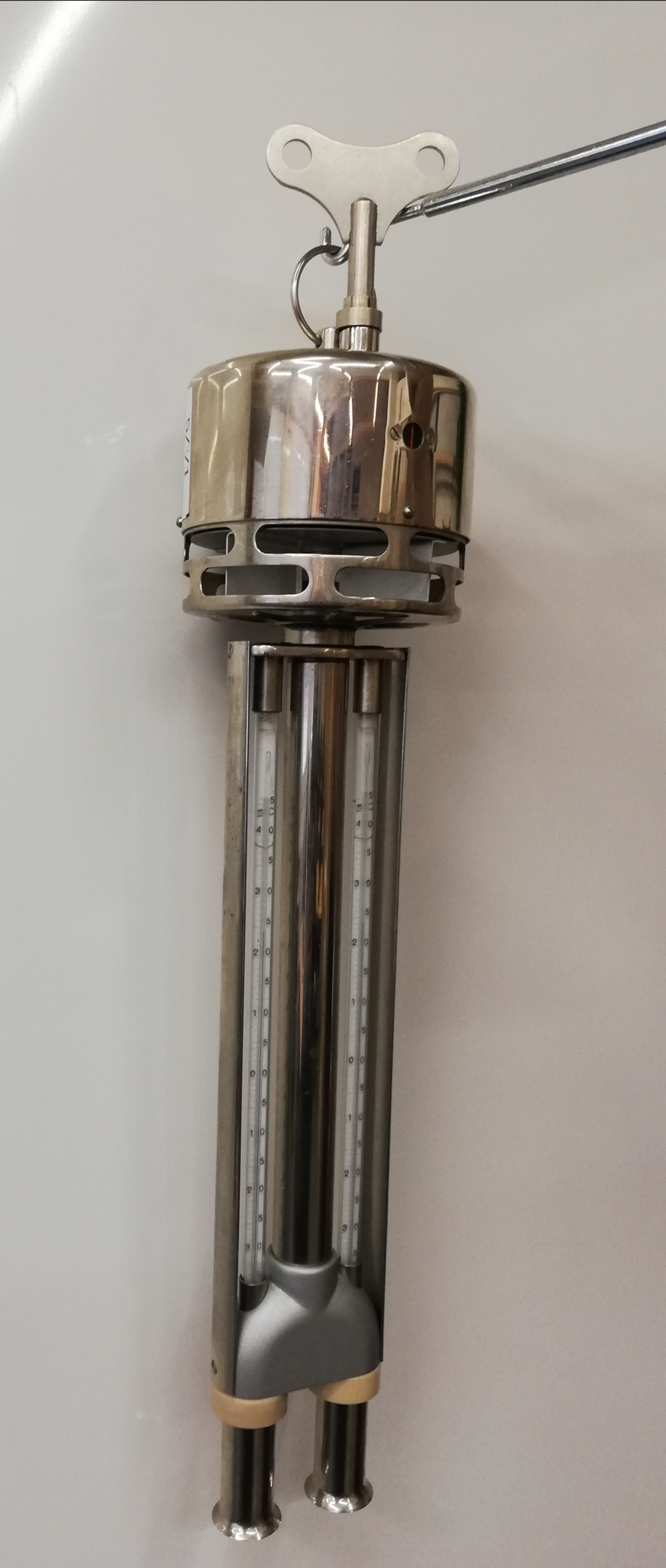
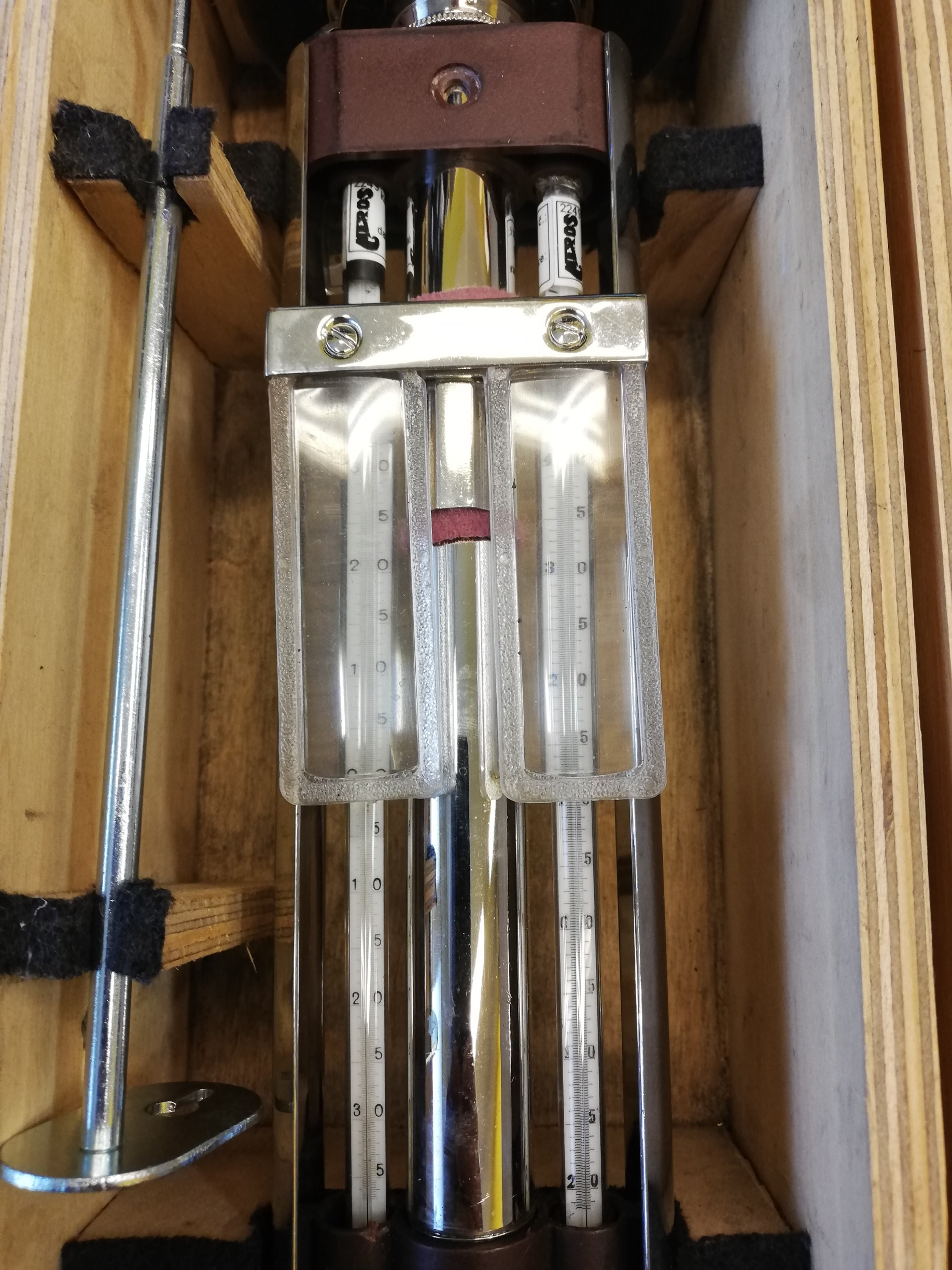
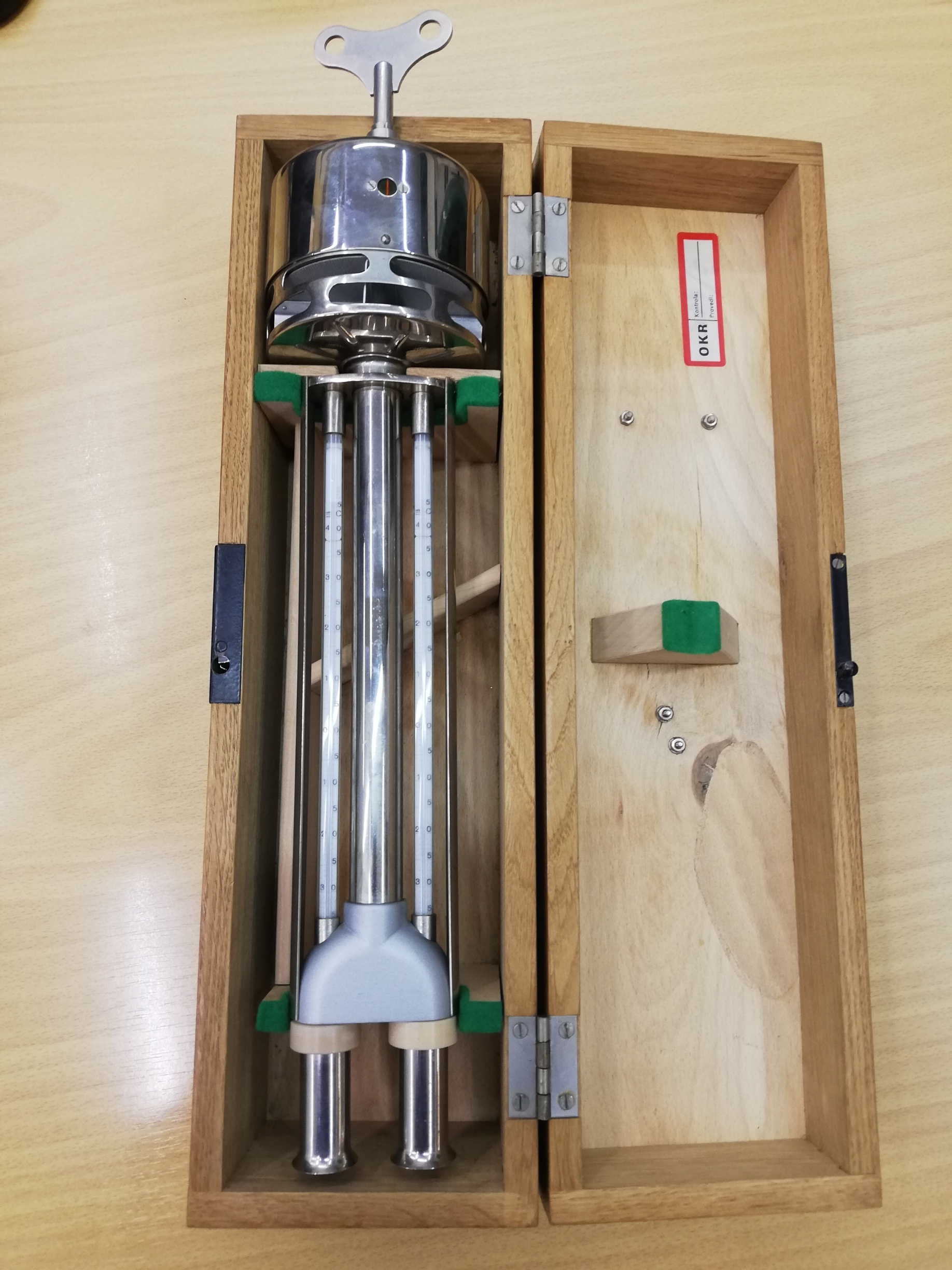
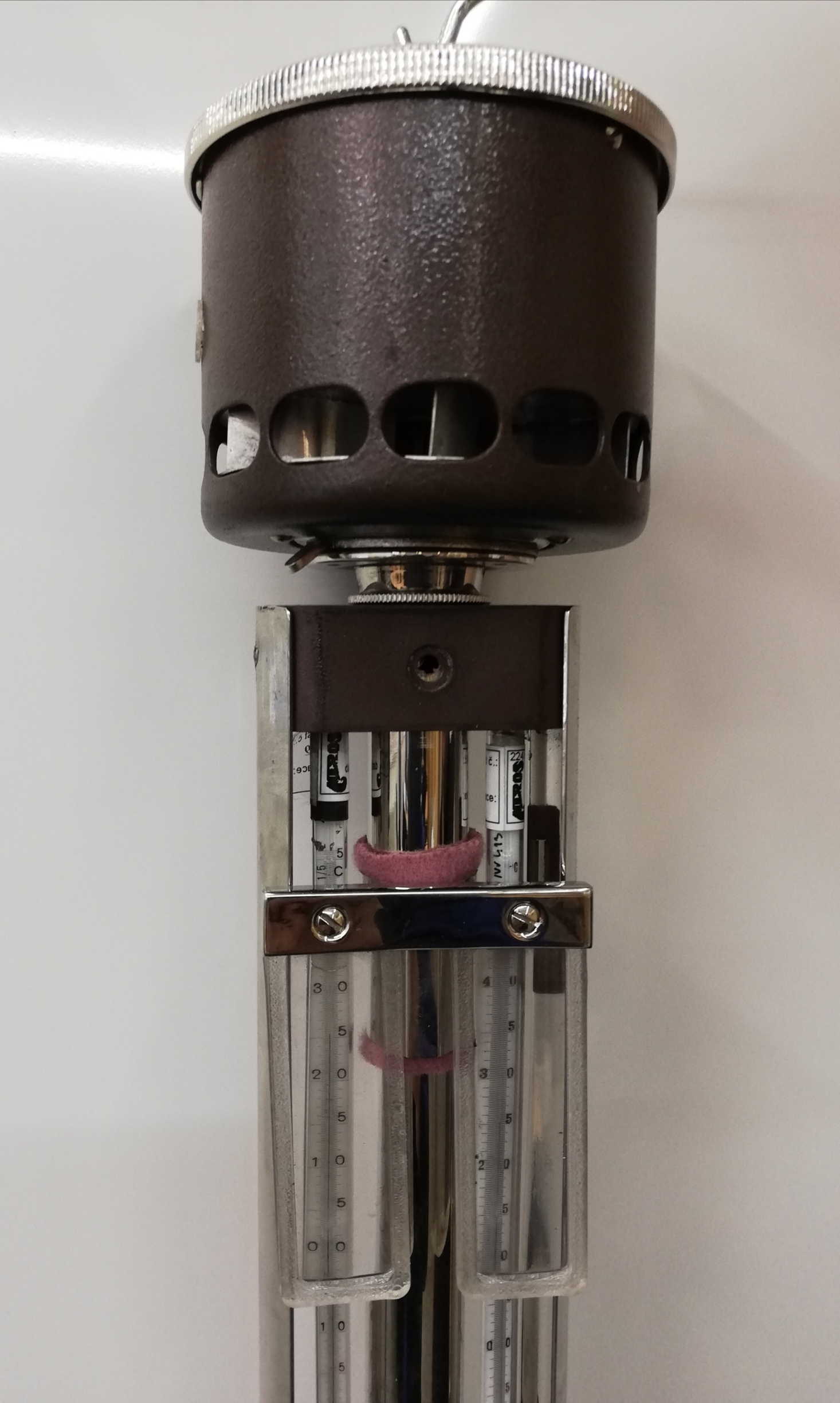